# Divernon (Illinois)
Divernon – wieś w Stanach Zjednoczonych, w stanie Illinois, w hrabstwie Sangamon.